# Heidi cresce
Heidi cresce (Heidi jeune fille) è un romanzo scritto da Charles Tritten, illustrato da Jean Coquillot e originariamente pubblicato a Parigi dalla Flammarion nel 1936. È il seguito di Heidi di Johanna Spyri, di cui Tritten era stato traduttore. Successivamente, Tritten scrisse altri tre romanzi su Heidi: Au pays de Heidi, Heidi et ses enfants e Heidi grand'mère.

## Trama
Il nonno di Heidi la manda all'Aubepine, un collegio di Losanna gestito dalla signorina Smith. Nel giro di poche settimane Heidi fa amicizia con la maggior parte degli studenti. Durante le vacanze estive Heidi si offre di portare una delle studentesse, Jamy, sulle Alpi, perché i genitori della ragazza hanno intenzione di prendersi una vacanza senza di lei. La signorina Smith accetta di accompagnarle.
Sulle Alpi Jamy conosce Peter e il suo gregge di capre. La mattina dopo il nonno di Heidi accetta di lasciare che Jamy salga con Heidi e Peter al pascolo. Peter conduce le ragazze in cima a un picco. La maggior parte delle capre li segue senza difficoltà, ma una capra si ritrova in una situazione pericolosa. Peter, Heidi e Jamy riescono a salvarla.
Heidi e Jamy vengono mandate al villaggio a prendere provviste per Peter e le sue capre. Mentre il villaggio viene coperto di nuvole, le ragazze si ritrovano bloccate al villaggio. Scoppia un temporale e poi qualcuno annuncia che la casa del nonno è in fiamme. Heidi corre su per l'Alpe, chiamando suo nonno. Gli altri le corrono dietro. Trovano l'anziano, con le sue capre, sotto gli abeti. Il nonno e alcuni abitanti del villaggio ricostruiscono la casa, con molti miglioramenti. Il nonno racconta a Heidi e Jamy leggende che entusiasmano l'ospite per il resto delle vacanze estive. Heidi si diploma e viene assunta per insegnare in una scuola locale. Quando inizia l'anno scolastico uno degli studenti rompe un vaso di fiori e scappa via. Peter dice a Heidi di aver trovato il bambino e il giorno dopo vanno in una grotta dove si trovava lo studente. Heidi scopre che l'ex insegnante avrebbe messo i bambini problematici nella grotta e che l'aveva chiamata la "prigione della scuola". Il nonno di Heidi si ammala e così Jamy inizia a insegnare ai bambini della scuola. Quando il nonno si riprende, Peter chiede ad Heidi la sua mano in matrimonio, e lei accetta. Gli abitanti del villaggio partecipano ai preparativi per il matrimonio. Peter indossa il suo abito verde della domenica e Jamy guida un coro di bambini studenti delle scuole. Altri invitati al matrimonio includono la vecchia amica di Heidi, Clara, e la sorellina di Jamy, Martha. Dopo essersi sposati, Heidi e Peter lasciano la loro festa di matrimonio per guardare il tramonto.